# C.N. David
Christian Georg Nathan David (16. januar 1793 i København – 18. juni 1874 i København), var en dansk politiker og nationaløkonom.
Davids hjemlige universitetsbane standsede foreløbig med Anden Eksamen. Han kastede sig derefter over studier af historie og nationaløkonomi og tog, i stedet for embedseksamen, under et flerårigt ophold i udlandet den filosofiske doktorgrad i Göttingen 1823. Hans disputats handlede om det danske skattevæsen i det 18. århundrede.
Davids engagement og belæsthed på forskellige områder førte ham i de følgende år ind på en meget spredt forfattervirksomhed af nationaløkonomisk, politisk, æstetisk og kritisk art. Hans hovedfag var nationaløkonomien, over hvilken han holdt forelæsninger ved Københavns Universitet. David blev døbt i 1830 og blev samme år professor i statsøkonomi ved Københavns Universitet. 
David tilhørte kredsen omkring J.L. Heiberg og skrev bl.a. et mindedigt for Knud Lyne Rahbek.
I 1834 slog han ved oprettelsen af ugebladet Fædrelandet ind på oppositionel politik. Skønt hans meninger var alt andet end yderliggående, førte hans kritik af regeringen og argumentationen for en konstitutionel regeringsform til, at han blev tiltalt for overtrædelse af Trykkefrihedsforordningen af 1799. Processen mod David satte den offentlige mening i stærk bevægelse og blev på en vis måde udgangspunktet for den egentlige oppositionelle bevægelse i Danmark. 
At nogen vovede offentligt at kritisere regeringens politik, var endnu noget ganske nyt, og David fik stærk sympati. David frikendtes i begge instanser, og såvel han som hans forsvarere fik i den anledning livlige ovationer fra publikum. Under processen, som varede omtrent et år, havde han været suspenderet fra sit embede, og trods Højesterets frikendelse blev han afskediget i 1836, dog med sin fulde gage i pension.
Efter en tid i udlandet valgtes han i 1840 til borgerrepræsentant i København og til en af byens repræsentanter i Roskilde Stænderforsamling. Han fastholdt de ideer, han oprindelig havde gjort sig til talsmand for, men var ikke grundlæggende demokratisk og nationalt anlagt, og kunne ikke billige de mere vidtgående krav, som under Christian 8. rejstes fra oppositionen, og særlig ikke de ejder-danske ønsker.
Den liberale imødekommen af tidsåndens krav, som Christian 8. viste, og kongens bestræbelser for at knytte oppositionens mest moderate elementer, bl.a. 
Algreen-Ussing og David selv, til sig, bragte David tættere på regeringen. Da han i 1845 fik Ridderkorset, blev han i den nationalliberale presse udråbt som renegat. 
I 1846 opnåede han ikke genvalg til stænderforsamlingen, og i 1848 faldt han igennem ved valget til den grundlovgivende rigsforsamling. Han kom dog ind i forsamlingen som kongevalgt og spillede en betydelig rolle under dens forhandlinger. Udrustet med mere politisk, nationaløkonomisk og historisk viden end de fleste politikere, åndfuld og slagfærdig som få, var han den betydeligste parlamentariske kraft inden for rigsforsamlingens konservative gruppe. Han kæmpede såvel i grundlovsudvalget som i salen kraftig mod den almindelige valgret og for et virkeligt tokammersystem, og da han ikke kunde sætte sine meninger igennem, stemte han imod det endelige grundlovsforslag. 
I december 1849 valgtes han til medlem af Folketinget for Københavns 5. Kreds, trods de nationalliberales ivrige modstand. Efter valgperiodens udløb udtrådte han af rigsdagen. 
Han var i 1845 blevet fængselsdirektør, i 1848 overinspektør for fængselsvæsenet. Efter 1848 genoptog han sine forelæsninger på universitetet, og i 1854 blev han chef for Det Statistiske Bureau og i 1858 nationalbankdirektør. I 1854 blev han medlem af Ørsteds kongevalgte rigsråd, og 1855 valgtes han ind i oktoberforfatningens rigsråd. Her var han som en af lederne af det konservative helstatsparti skarpt imod 11 Slesvigholsteneres angreb på fællesforfatningen. Den mere afgjorte slåen ind på den ejderdanske politik var David i høj grad imod, og han og den konservative helstatsgruppe, som hvis ordfører han optrådte, søgte i rigsrådssamlingen 1859 at gå på tværs af ministeriet Halls politik ved, sammen med Bondevennerne, at afholde sig fra at stemme i flere af de omstridte sager og således gøre Rigsrådet beslutningsudygtigt. Også af novemberforfatningen var David en ivrig modstander. 
David stod Christian 9. personlig nær, og kongen rådførte sig i sin regerings første måneder med ham under de forskellige kritiske situationer, på hvilke denne periode var rig. Efter ministeriet Monrads fald juli 1864 indtrådte David som finansminister i det konservative ministerium Bluhme. I dette kabinet, hvis spidser var mænd, som var svækkede af alder og sygdom, var David, trods sine 71 år, den bærende kraft. Han var den, som fra regeringens side væsentlig førte ordet i forfatningssagen, og han kæmpede med megen energi for toårige rigsdage, udvidelse af regeringens og Landstingets myndighed og frem for alt for et Landsting, valgt efter en endnu højere valgretscensus end Novemberforfatningens, et konservativt sammensat Landsting og mod, hvad han kaldte »den kofteklædte Absolutisme«. I november 1865 trådte David tilbage sammen med det øvrige ministerium. Efter den reviderede grundlovs vedtagelse 1866 valgtes han i København til Landstinget, men nedlagde sit mandat 1870.